# أندريا كوريا
أندريا كريستينا كوريا بينتو (بالبرتغالية: Andreia Cristina Correia Pinto‏)، (من مواليد 30 مارس 1998) عارضة أزياء برتغالية وحاملة لقب ملكة جمال توجت ملكة جمال الكون البرتغال 2024. ستمثل البرتغال في مسابقة ملكة جمال الكون 2024 في المكسيك.

## روابط خارجية
- أندريا كوريا  على فيسبوك.
- أندريا كوريا على إنستغرام